# Corrientes (subte de Buenos Aires)
Corrientes será una futura estación de la red de subterráneos de la Ciudad de Buenos Aires. Se encontrará entre las estaciones Rivadavia y Córdoba sobre la línea F de subterráneos. Estará ubicada sobre una de las principales avenidas de la ciudad, la Avenida Callao, en la intersección con la Avenida Corrientes, en el barrio porteño de Balvanera. Desde esta estación se podrá combinar con la estación Callao de la línea B.